# Xkcd

Xkcd는 미국의 랜들 먼로가 그리고 있는 과학 웹 만화이다.

## 특징
막대인간 그림체를 이용하면서, 내용에는 풍자적인 내용과 수학, 공학적인 개그를 담았다.

## What If?
Xkcd의 사이트로는 《What If》가 있는데, 이것은 대체로 사람들이 궁금해하는 엉뚱한 질문을 과학적으로 해결해 준다. 예를 들어서 광속구를 실제로 던졌을 때 벌어지는 일이라든지, 아니면 지구가 자전을 멈추면 일어나는 일들을 과학과 수학을 통해 제시하고 있다.

## 위험한 과학책 시리즈
- What if: 위험한 과학책이라는 이름으로 2016년에 출간되었다.
- How to: 더 위험한 과학책이라는 이름으로 2020년에 출간되었다.

## 등장인물
- 큐볼 Cueball

남성 주인공 캐릭터이다. 영리하긴 하지만 어떨 때는 바보같이 사고를 치는 모습을 보여주기도 한다.
- 메건 Megan

큐볼에 대응되는 여성 캐릭터이다. 시니컬한 성격을 갖고 있으며, 먼로의 현재 아내를 대변하기도 한다. 유방암에 걸렸다가 완치되었다.
- 검은 모자 Black hat

검은 모자를 쓰고 등장한다. 염세적인 성격이며, 남들을 속여 이유 없이 남을 곤경에 빠트리거나 사회 질서를 혼란에 빠트리는 것을 즐기는 캐릭터이다. What if에선 달에다 테라와트급 레이저를 70억개나 입사시키는 기행을 저질렀다.
- 흰 모자 White hat

흰 모자를 쓰고 등장한다. 비뚤어진 사상을 갖고 있으며, 자기 꾀에 자기가 당하는 화가 많다.
- 베레모 남자 Beret guy

흰색 베레모를 쓰고 등장한다. 낙천적이고 순진한 성격을 가졌으며, 비상식적인 것을 믿기도 하는데 가끔씩 믿는 그대로 벌어지기도 한다.